# Heterobranchus bidorsalis
Heterobranchus bidorsalis är en fiskart som beskrevs av Geoffroy Saint-hilaire, 1809. Heterobranchus bidorsalis ingår i släktet Heterobranchus och familjen Clariidae. IUCN kategoriserar arten globalt som livskraftig. Inga underarter finns listade i Catalogue of Life.